# Jablůnka
Jablůnka é uma comuna checa localizada na região de Zlín, distrito de Vsetín.